# Rostislav Boiko
Rostislav Boiko   (Sant Petersburg, 1 d'agost de 1931 - Moscou, 2002), nom complet amb patronímic Rostislav Grigórievitx Boiko, rus: Ростисла́в Григо́рьевич Бо́йко, fou un compositor soviètic i rus.
Boiko va créixer a Leningrad, però va rebre la major part de la seva formació musical a Moscou. El camí creatiu va començar amb l'escola al cor de capella de Leningrad (actual capella Glinka). A Moscou va assistir a l'Acadèmia Coral, on tingué com a professor Aleksandr Svéixnikov. Més tard va començar a estudiar música al Conservatori de Moscou, on va estudiar composició amb Aram Khatxaturian (fins al 1957).
Després d'acabar els seus estudis, Boiko va treballar com a compositor. Una de les seves primeres obres, romances sobre textos del poeta armeni Avetik Issahakian, fou interpretada per Nicolai Ghiaurov. Va realitzar diversos viatges a zones remotes de la Unió Soviètica, per estudiar-hi el folklore local. Artistes de renom com Ievgueni Svetlànov defensaren la seva música i l'enregistraren en disc.
El 1977 Boiko va ser nomenat Artista del Poble de la RSFSR,i el 1982 va rebre el Premi Estatal de la RSFSR.

## Estil
Boiko fou principalment un compositor vocal. Va dominar com utilitzar la veu humana i es va fer conegut a l'URSS per les seves cançons i cors, que sovint manllevava de textos d'Aleksandr Puixkin, Serguei Iessenin i Mikhaïl Issakovski molt coneguts a Rússia (especialment per a Katiuixa). Només més tard va recórrer cada cop més a la música instrumental, tot i que aquesta es caracteritza per un to extremadament vocal. L'obra de Boiko es caracteritza per una referència massiva a la música popular russa. El seu llenguatge musical és extremadament conservador, i està clarament influenciat per l'estètica propagandística del realisme soviètic. En moltes obres, Boiko també va tractar temes patriòtics com la Segona Guerra Mundial, que sovint donava lloc a la glorificació dels soldats de l'Exèrcit Roig (per exemple a la 3a Simfonia). Fins a cert punt, es poden trobar paral·lelismes amb la música de Gueorgui Svirídov.